# Jiraiya Goketsu Monogatari

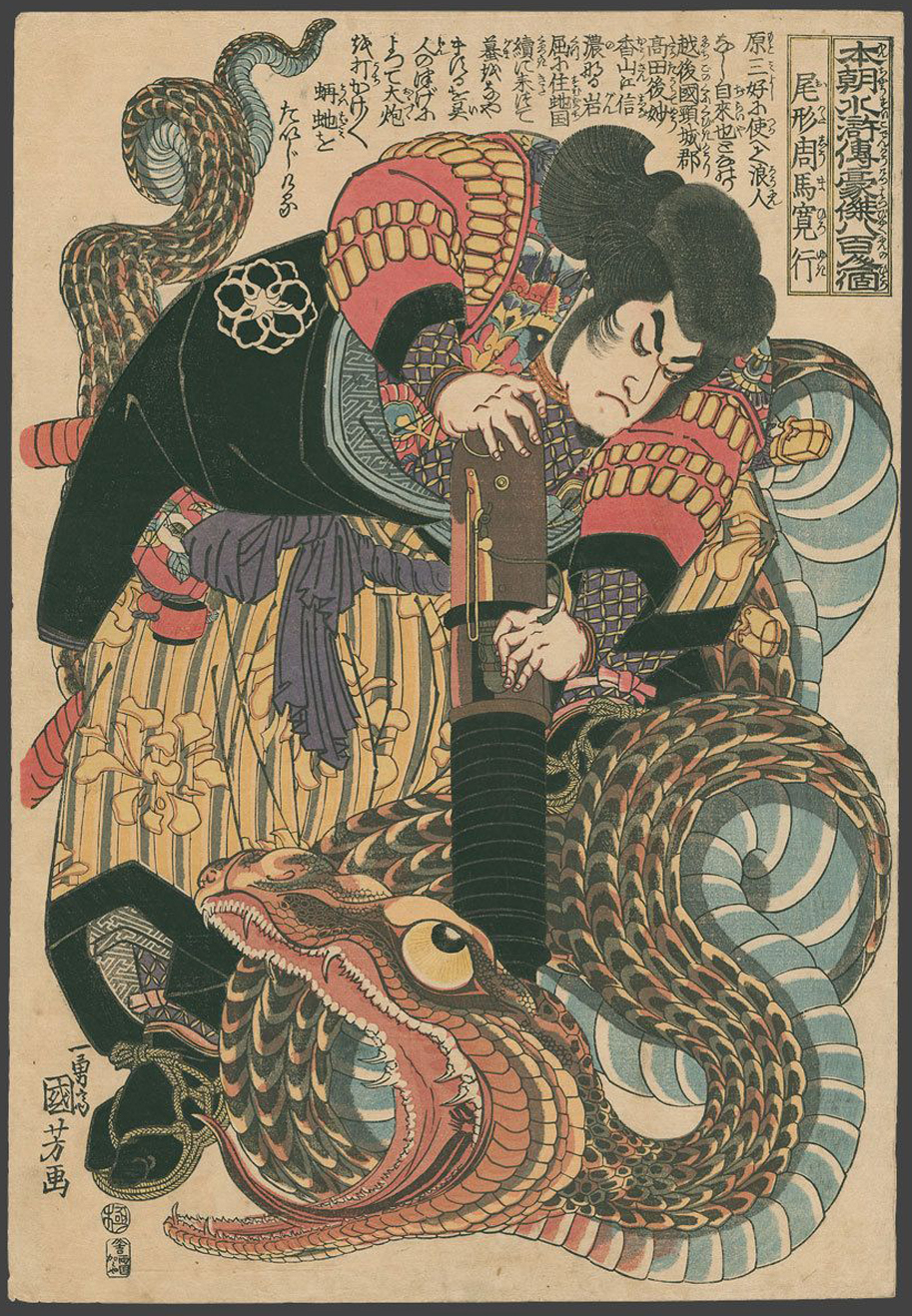
Jiraiya vencent la serp gegant.

Jiraiya Goketsu Monogatari (La Llegenda de Jiraiya el Galant, 児雷也豪傑譚) és una novel·la pertanyent al folklore japonès. Va ser escrita per diversos autors i es va publicar entre els anys 1839 i 1868.

## Argument
Jiraiya (児雷也) ('fill del raig'), era descendent d'un clan poderós de Kyushu. Quan la família va passar per moments difícils, Jiraiya va anar-se a la província de Echigo, ara la prefectura de Niigata, i es va convertir en el cap d'una banda de yakuza.
Jiraiya va aprendre, gràcies a un immortal que vivia a la Muntanya Myokobu (conegut popularment com a Echigo Fuji), la màgia dels gripaus.
Jiraiya no va ser capaç de matar el seu rival a qui odiava, Sarashena, home que havia causat la ruïna de la seva família.
Jiraiya es va enamorar i casar amb Tsunade (綱手) (el seu nom està format pels caràcters de 'corda' i 'mà'), una dona jove i bonica que coneixia la màgia dels llimacs.
Més tard, un dels seguidors de Jiraiya, Yashagoro, va començar a aprendre la màgia de les serps i va acabar dient-se Orochimaru (大蛇丸) (Orochi vol dir 'Monstre serp', i maru s'utilitza per crear noms de persona).
Després Orochimaru va atacar a Jiraiya i a la seva esposa, Tsunade. Jiraiya va lluitar contra Orochimaru àrduament, però ell i la seva esposa van ser enverinats per la serp i van caure inconscients. Afortunadament, un altre seguidor de Jiraiya, a qui Jiraiya havia salvat una vegada de la mort, va venir al seu rescat.

## Curiositats
La novel·la no té final i, per tant, queda inconclusa.
Actualment es desconeix l'existència d'aquesta novel·la en forma de llibre.
Cal esmentar que els personatges de Naruto (Jiraiya, Tsunade i Orochimaru) es van basar en aquesta novel·la.

## Extra
Jiraiya va ser vèncer la serp geganta utilitzant màgia que no havia d'utilitzar, i per això no se sap on està passant l'eternitat.